# 軒轅劍肆 黑龍舞兮雲飛揚
《軒轅劍肆 黑龍舞兮云飛揚》是台灣大宇資訊制作的角色扮演遊戲，於2002年8月4日在台湾發行。同年8月22日由寰宇之星在中国大陆发行，这也是寰宇发行的第一款的轩辕剑系列游戏。故事發生於秦朝末期，游戏名稱源自劉邦的《大風歌》：「大風起兮云飛揚」。黑龍指遊戲中的「黑火龍」，是由黑火變化而來。DOMO小组為這一款遊戲取這個名詞也是暗合遊戲背景時代。

## 遊戲介紹
本作於2002年8月1日在台首賣（與官方網站上記載的發行時間有所出入），可以看作《轩辕剑外傳 楓之舞》故事的延续。從這款作品開始，軒轅劍系列全面採用三維畫面，但畫風上秉承水墨風格。遊戲中新增了天書功能，類似升級版的煉妖壺，可以用來生產道具，召喚怪獸做「護駕」。

### 天書系統
這一代將前作中的煉妖壺系統去除，以天書系統取代。遊戲中的天書系統靠一卷竹簡進出，內部是一個無限大空間。天書系統類似一個經營模擬遊戲的生產系統，即玩家在遊戲場景藉由重複開啟寶箱或戰鬥中得到金屬、木材、煤炭三種資源（亦可在特定人物處購買金屬），並以此為原料，在天書中建造房屋，如住房，機關工坊，兵器坊等。住房用以安置用天書收服的各種生物，而這些生物又在天書中充當工人，進行生產。玩家能從天書中製造出什麼，一方面取決於天書的等級（按劇情推移自動升級），另一方面取決於這些生物的相關技能水平（如制藥，冶金等）。玩家亦可在天書中建造「鬼神陣」，該陣由五個祭壇組成，可以安放五個生物，中間祭壇的生物可以吸收四方祭壇上生物的屬性，從而增強能力。戰鬥中，操縱天書的角色可以召喚中間生物做護駕。

### 戰鬥系統
本作的戰鬥系統承襲《天之痕》的半即時制，但把所有人各自增加的行動序列取消，改為一條「行動序列表」（於《蒼之濤》中定名為時間閘）。另外所有的攻擊都會讓我方或者是敵方的序列後退，因此就有玩家利用了這個性質創造出了「雙重驚天動地拳殺BOSS強招」。

## 游戏剧情
本作人物依然是墨家弟子，背景卻切換到了秦始皇統一六國後的時期。主角水鏡是軒轅劍系列的首個女性主人公，性格活潑好動。水鏡（遊戲剛開始時可以更改名字）所屬的墨家屢遭秦國侵襲，面臨覆滅的危險（當時「桑紋錦」領導墨家）。面對這危及墨家存亡的當下，水鏡認為只有殺死秦王嬴政才能平息戰亂，并擅自行動。就在行動的此刻，她在「博浪沙」遇見正在行動的韓國遺少姬良（即張良，不過遊戲中也可以更改名字）。因为赤松子干预，姬良刺杀行动失败。水鏡也因擅自離開墨家大寨之理由受到墨家的惩罚。被罚期间，因为无聊与好奇，水鏡走进大寨附近的古墓。后因種種巧合，她和來搜查墓葬品的姬良和送飯給她的师姐屈娴一同被关在墓中，出墓后，一行人来到洛阳，并得知始皇已独自前往之罘山准备祭天。水鏡认为机会难得，私自前往齐国。在迎战秦王过，发觉其力量异常强大，战败之后，秦王将出来营救主角的屈娴俘虜。
水鏡與姬良駕駛在遺跡中找到的機關鳥救回屈嫻，卻遇到赤松子。原來赤松子假扮秦王，引誘水鏡上鉤。面對強上數百倍的敵人，水鏡等人也只有戰敗的份，之後眾人被赤松子送到一個獨立於外的世界——雲中界。在調解了多毛民與水魚民的矛盾後，眾人回到現實世界。為了幫助即將滅亡的墨家，桑紋錦答應使用機關術，並派眾人前去尋找機關術的能量之源—黑火。幾經輾轉，原來桑紋錦已帶走一個裝有黑火秘密的金蛹，進入雲中界。眾人紛紛趕去。在雲彩之塔中，桑紋錦釋放了被關在金蛹中的黑火發明者，蜀國少年「柒」，柒以黑火的力量擊敗赤松子，更以黑火的力量操控桑紋錦，並企圖利用黑火毀滅世界。（據柒說是創造一個人間地獄共存的世界，從而消滅死亡）赤松子臨死前，所有人終於得知，他的諸多行為也是想建立一個人魔仙共處的世界，從而消滅戰爭，雲中界就是一個示範。遊戲最後，水鏡動用軒轅劍，成功阻止了柒的行為。

## 人物介紹
- 水鏡（戰鬥配音：侯莉鈴）

虛構人物，遊戲中能夠更改名字。
女主角，趙國人，在邯鄲城破時被奉命前來救助的墨家弟子撿到，因此加入墨家，武器是青銅劍，擅長墨家劍術。在阻止黑火融合後，決定以後也跟姬良一起行動，後來成為姬良的夫人。在《軒轅劍外傳 蒼之濤》的故事中，以留侯夫人身份(於雲之遙中確認)幫助慕容詩回到春秋時代改變歷史。
- 姬良（戰鬥配音：呂志凱）

即為歷史真實人物張良，不過遊戲中能夠更改名字。
男主角，世家皆為韓國公卿，然而韓國被滅後，他的家人全被秦軍屠殺，弟弟還曝屍街頭，於是他籌畫了在博浪沙刺殺秦王的計畫，卻被赤松子所阻而失敗，之後他在逃難過程中遇上水鏡，因此與她一起行動，武器是水鏡給予的天書，能利用天書的力量使出種種法術。
阻止黑火融合後，他將姓氏改為張，輔佐劉邦取得天下之後，以求仙之名和墨家餘徒等人一同隱居，以天書世界為藍本的桃花源和雲中界最後也融為一個世界(於雲之遙中確認)。
- 疾鵬

擔任水鏡前輩的聒噪鸚鵡，在和輔子徹一起與壺中仙決戰之時被丟入雲中界，爾後他建立了多毛國，並擔任了多毛國的國王，但無時無刻不想著軒轅界，尤其是老主人蜀桑子的女兒桑紋錦，會使用在雲中界撿到的機關人輔佐水鏡戰鬥，於《軒轅劍外傳 蒼之濤》中也有出場，並給予男主角桓遠之天書竹簡。
- 屈嫺（戰鬥配音：左永立）

水鏡的師姐，擔任姊姊和母親般的角色，對於水鏡經常脫序違反墨家規則的舉動頭疼不已。
本為楚王國貴族屈氏後裔，深諳楚王國民歌與貴族的生活，對於同為楚王國籍的項羽有著情愫。
- （配音：鲍弘修）

即是軒轅劍貳及楓之舞中登場的壺中仙。曾經是墨家輔子徹的朋友，但因理念不和，最後兩人於泗水決鬥，壺中仙動用黑火的力量勉強勝出，但也陷入長眠，甦醒之後協助秦國統一天下以實現自己的理想國夢想，卻被柒以黑火再次打亂，最後為了阻止黑火因而放棄了自己的夢想。
- 柒

數千年以前的古蜀國首席天才少年科學家，曾經在古蜀國國王的要求下研發出戰爭兵器黑火，但卻發生實驗意外，使得黑火毀滅了整個古蜀王國，被視為罪魁禍首的他在古蜀國人民渡過洪災醒來後，於他沉睡的金蛹上加上了重重封印，並要求後人不可任意解開封印。有人推測是賽特在中國時的轉世,和賽特同為發明家。

## 三維圖像
該作是DOMO小组第一次使用三維圖像製作的遊戲。但其使用的三維圖像引擎與很多顯示適配器（尤其是2004年以後出品的顯示適配器）不兼容。

## 小說版
本作小說版由王帆編寫、第三波資訊出版，共四集，現已絕版。
小說版的特點是以原本的劇本為出發點，因此內容、尤其是後半段的柒和黑火相關的部分和遊戲版相差甚大。

### 與遊戲版的不同點
角色部分
- 水鏡、姬良、疾鵬

三人大致上維持遊戲中的性格，另外，小說版大幅增加了水鏡對於姬良的情愫。
- 屈嫺、項羽

小說版中兩人的戲份大幅度增加，但屈嫺與項羽相處久了以後，發覺她的溫柔無法容納項羽的野心，決定結束這段戀情成全項羽與虞姬。
雜繪本中提到的黑火項羽在泗水決戰中登場，是項羽接受柒給予的黑火力量之後化為的戰鬼。
- 虞姬

小說版新增人物，本名虞薇。
原先是壺中仙的養女(親屬關係在小說版中未講明，但可能是楚王國籍)，並且操作東皇鐘融合世界，但後來看上了項羽，並對項羽猛烈追求，只是項羽一直到結尾的鉅鹿之戰時才正式接受了她的感情。
- 輔子徹

封印被解除的時間提早至金人戰前，他和眾人之間的對話戲份也增加許多。
- 桑紋錦

故事中沒有提起她和黑火的關係，在故事結尾時也沒有被柒操控，而是在金人戰中與夫君輔子徹重逢。
- 嬴扶蘇

於小說版中戲分大增，不僅是阻止秦軍攻擊墨家殘黨、同意柒進行黑火實驗而已，他和水鏡、輔子徹夫婦也有許多對手戲，故事最後扶蘇甚至也搭上了紫雲塔前往泗水幫助眾人。
- 劉季

小說版新增人物，即漢高祖劉邦，在秦朝太廟外與姬良相遇後，兩人相談甚歡，故決定幫水鏡一行人盜取太廟的周鼎。
- 撒旦

小說版中未登場，甚至連名字也沒有提到。
- 柒

使用黑火只是想證明自己的能力，並未提及創造無死亡世界的宣言。
劇情部分
小說版由於號稱「重現原始劇本」，因此初期雖與遊戲相差無幾，但經過雲中界之後，故事便有極大幅度的改變，最大改變之一就是遊戲最後柒的目的與撒旦無關。
設定部分
黑火並非使用地獄之力，而是柒在古蜀時代製造出來的「有自我意識的強力生命體」，後來實驗失控使潮汐逆轉，整個蜀國被洪水淹沒，古蜀因此滅亡；數千年後，殘存的蜀人們因為害怕新蜀王要使用黑火之力，故輾轉北上將紫晶石與黑火交給周人，但周人卻在與殷人的對戰中擅自使用了部分黑火，導致一場浩劫，於是周公姬旦決定將黑火轉鑄為九鼎並留下文獻告知後人不可亂用黑火。

## 漫畫版
本作漫畫版由易水翔麟編繪。漫畫版採用與小說版相反的方向，不以原本劇本為主而是以遊戲版中的劇情為主。

### 與遊戲版的不同點
角色部分
- 由於漫畫版的集數只有三集，因此第三集時劇情遭到大刪減，許多原作後半段登場的角色就沒有登場。[4]
- 柒與撒旦合作並試圖摧毀世界的原因被解釋為對世人的爾虞我詐不滿而引發的。

劇情部分
- 後半段的劇情做了大幅度刪改，例如十二金人大鬧咸陽的劇情在漫畫版沒有發生、秦國進攻墨家基地的劇情和壺中仙被柒重傷的劇情都被提前、在巴蜀碰到犀衍的劇情被改到水鏡三人前往機關山的路上，並且改為水鏡和壺中仙和解的前段劇情。
- 增加了柒的過去和水鏡三人前往玄冥宮修練的劇情[5]。
- 漫畫版對項羽跟秦始皇的著墨比遊戲上更深。[6]
- 最終的決戰地點由泗水改為泰山。
- 結局以柒的轉世─宇文拓，於隋朝殲滅陳國大軍後感慨使命尚未完結為故事的句點。

設定部分
- 天書增加了能夠召喚出天之痕符鬼的能力[7]。
- 軒轅菜刀和鬼庖丁這兩項軒肆中的武器在漫畫版中被設定為和軒轅劍為同樣材質，也是水鏡最後的武器，遊戲中水鏡的最後武器軒轅劍則是由沉睡中醒來的輔子徹使用。

## 註解
1. ↑  . 寰宇之星.   [2009-12-18]. （原始内容存档于2014-01-18） （中文（中国大陆））.
2. ↑  請參閱楓舞軒轅電子報第43期：無堅不摧驚天動地拳 （页面存档备份，存于）。順帶一提，因為驚天動地拳的威力實在太強勁，在玩家群的不斷惡搞之下，官方就在雲之遙製作時正式納入設定中，成為留侯夫人(水鏡)的最強招式。
3. ↑  遊戲版初期設定中，屈嫺和虞姬是同一人，但後來發現年齡對不上，於是虞姬被獨立出來之後又因為時間不及戲份被刪除。遊戲中出現的一名墨家師妹虞紫，其名就是本預定要給屈嫺用的。
4. ↑  如扶蘇和左忒這兩名在故事中有重要地位的角色在漫畫版就未登場；白輿則是被改成收留墨家殘黨的墨家前輩而非叛逃弟子，但也只有在對白中提到而已。
5. ↑  玄冥宮在遊戲中是第一次破關後開啟的隱藏要素，裡面沒有任何劇情，但是怪物都比泗水迷宮中的怪物要來的強
6. ↑  增加項羽刺殺秦皇的情節，表現出項羽的驍勇。還在「簡之九 秦皇楚霸」的劇情裡同時交叉多毛民對項羽的領導魅力吸引、秦始皇熱衷於宏圖偉業卻無奈壽命有限的感慨。另外，在項羽與疾鵬的對決裡，透過姬良的視角點出有勇無謀的項羽「縱然打出江山，也難安治天下」之要點。
7. ↑  漫畫版中登場符鬼有火符鬼和水符鬼